# Bijan Dehgan
Bijan Dehgan (1939) es un botánico y conservacionista estadounidense. En 1965 obtuvo su B.S. en paisajismo y horticultura; y su Ph.D. en botánica taxonómica, ambos por la Universidad de California en Davis, en 1976. Es profesor de la Universidad de Florida.

## Algunas publicaciones
- b. Dehgan, f.c. Almira. 1993. Horticultural practices and conservation of cycads. En: The Biology and Structure of Cycadales. Proc. Cycad 90, 2nd Internat. Conf. Cycad Biol.D.W. Stevenson and K.J. Norstog eds. pp. 322-328. Palm and Cycad Soc. Australia

- -------------, d.m. Sylvia. 1989. Propagation and Mycorrhizal Inoculation of Indigenous Florida Plants for Phosphate Mine Revegetation. Fla. Inst. Phos. Res. Publ. #03-053-076. pp. 1-284

- -------------, b. Schutzman. 1989. Embryo development and germination of Cycas seeds. J. Amer. Soc. Hort. Sci. 114: 125-129

- -------------, alan w. Meerow. 1988. Pollen Morphology of the Eucharideae (Amaryllidaceae). Am. J. of Botany 75 ( 12): 1857-1870

- -------------, ----------------------. 1984. Re-Establishment and Lectotypification of Eucharis amazonica Linden ex Planchon (Amaryllidaceae). Taxon 33 ( 3): 416-422

- -------------. 1976. Experimental and Evolutionary Studies of Relationships in the Genus Jatropha L. (Euphorbiaceae). Editor Univ. of California, Davis. 872 pp.

- -------------. 1972. Reasons for Unsatisfactory Growth of Potted Plants in Yolo Sandy Clay Loam. Editor Univ. of California, Davis. 162 pp.

## Honores

### Eponimia
Especies
- (Euphorbiaceae) Jatropha dehganii J.Jiménez Ram.[2]